# Boulevard Saint-Jean
Ne doit pas être confondu avec Rue Saint-Jean.
Le boulevard Saint-Jean est une artère de Montréal située dans l'Ouest-de-l'Île.

## Situation et accès
Ce boulevard d'orientation nord-sud située dans l'ouest de l'île de Montréal traverse l'île complètement. Il commence au sud à l'intersection du chemin du Bord-du-Lac (à Pointe-Claire) et rapidement croise l'autoroute 20 à la sortie 50. Il croise ensuite l'autoroute 40 à la sortie 52. Il se rend enfin jusqu'aux boulevard de Pierrefonds et boulevard Gouin au nord.

## Historique
Le tracé qui relie le lac Saint-Louis à la rivière des Prairies date du début de 1700 alors qu’après le traité de la Grande Paix de 1701, les Seigneurs de l’Île de Montréal, les Sulpiciens, tracent une carte détaillée du contour de l’île en plus de trois chemins reliant le lac Saint-Louis à la rivière des Prairies. Ce boulevard est officiellement désigné en 1961.